# Tsum (langue)
Pour les articles homonymes, voir Tsum.
 (juin 2018).
Le tsum est une langue du sous-groupe des langues tibétiques parlée par les Tsumpas principalement dans la vallée de Tsum du district de Gorkha au Népal. La langue est également connue sous le nom de Tsumke.

## Locuteurs
Il y a plus de 4 000 locuteurs de Tsum, connus sous le nom de Tsumpas. Beaucoup de locuteurs de la langue ont migré loin de la vallée de Tsum et vivent maintenant à Katmandou et à l'étranger. Les Tsumpas plus jeunes sont plus susceptibles d'être éduqués en népalais et en anglais, ce qui entraîne une attrition de la langue.

## Structure de la langue
Le Tsum est une langue tonale. Plus précisément, elle est un système de langue à deux tons.

## Liens avec d'autres langues
Il y a un degré variable d'intelligibilité mutuelle entre les locuteurs parlant la langue tsum et ceux des autres variétés des langues Kyirong–Kagate (en). Elle est plus étroitement liée au Nubri et au Gyalsumdo, et plus éloignée des autres langues de cette famille linguistique.

## Sources
- Dubi Nanda Dhakal, Mark Donohue,  Inchoative/causative verb pairs in Tsum Nepalese Linguistics, 2015, 30. 45-49.
- Mark Donohue, Dubi Nanda Dhakal, A Tsum Lexicon (Languages of the World/Dictionaries, 2016, 61. München: LINCOM. 197pp.
- Naijing Liu,  Tsum tone: a challenge for typology and phonological description,  2015. (MA thesis, Australian National University).
- Jeff Webster,  A Socio-linguistic Survey of the Tibeto-Burman Dialects of North Gorkha District, Nepal.,  1992